# اوتلی، سافک
اوتلی (به انگلیسی: Otley) یک روستا و محله مدنی در بریتانیا است که در Suffolk Coastal واقع شده‌است. اوتلی ۶۷۶ نفر جمعیت دارد.